# Disconatis contubernalis
Disconatis contubernalis är en ringmaskart som beskrevs av Sylvanus Charles Thorp Hanley och Burke 1988. Disconatis contubernalis ingår i släktet Disconatis och familjen Polynoidae. Inga underarter finns listade i Catalogue of Life.